# Thủy thủ Mặt Trăng (nhân vật)
Tsukino Usagi (月野 うさぎ (Nguyệt-Dã Thố)) được biết nhiều hơn với cái tên Sailor Moon (セーラームーン Sērā Mūn) là nhân vật chính trong Series Sailor Moon. Cô là kiếp sau của Princess Serenity và là hình dáng con người của Sailor Moon. Đây là nhân vật nguyên mẫu được tạo bởi Naoko Takeuchi. Là một nữ sinh vô tư trong bộ đồng phục thủy thủ, cô là thủ lĩnh của nhóm nữ anh hùng, Sailor Senshi. Cô còn là bạn gái và là vợ tương lai của Chiba Mamoru. Cô là Thủy Thủ đầu tiên (Sailor V thức tỉnh bởi chú mèo trắng Artemis) được thức tỉnh bởi một con mèo đen tên là Luna đến từ mặt trăng, và là nhân vật duy nhất xuất hiện trong tất cả các tập phim của Sailor Moon. Trong suốt bộ phim, cô đã trưởng thành hơn rất nhiều. Từ một nữ anh hùng sợ hãi, không tin tưởng vào bản thân mình trở thành một chiến binh dũng cảm - sứ giả của tình yêu và công lý.
Sau khi biến thân thành Sailor Moon, Người bảo hộ của Mặt Trăng, Usagi tự giới thiệu bản thân cô là "Nữ chiến binh xinh đẹp trong trang phục thủy thủ của Tình yêu và Công lý" (愛と正義のセーラー服美少女戦士) xuyên suốt các phần truyện. Ở mạch truyện thứ hai về gia tộc Mặt Trăng Đen, cô được Neo Queen Serenity trao danh hiệu là "Chiến binh Thần bí" (神秘の戦士).

## Thân thế

Usagi trong đồng phục học sinh dưới nét vẽ của tác giả Naoko Takeuchi

Usagi sinh ngày 30 tháng 6, học lớp 8 mang nhóm máu O và thuộc chòm sao Cự Giải. Cô thực chất là kiếp sau của Princess Serenity. Trong số các Senshi thuộc độ tuổi "teen", Usagi là người có chiều cao thấp nhất. Trong Metarials Collection cũng ghi rằng cô khá là "mũm mĩm". Trong anime và manga, cô có gương mặt tinh anh, vừa sắc sảo lại cũng rất hồn nhiên, dễ thương với đôi mắt màu xanh dương, mái tóc vàng óng ả và trên đầu có hai chiếc búi, hay được mọi người gọi là Odango Atama hay theo bản dịch tiếng Việt là "Đầu bánh bao". Trong live action, tóc cô có màu đen và mắt màu nâu, nhưng vẫn được búi theo kiểu Odango.
Usagi hơi ích kỷ một chút, hay khóc nhè, rất lười biếng và vụng về. Khá là kém trong học tập. Cô cũng là một "đầu bếp" với những món ăn "kinh khủng", được thể hiện rất nhiều trong series này. Cô hay ghen tuông và luôn tỏ ra là muốn sở hữu Mamoru, được thể hiện rõ trong anime 90s tập 136. Tuy nhiên, Usagi cũng rất quan tâm tới bạn bè và gia đình mình.
Cô ấy luôn tin tưởng, tin rằng trong mỗi người đều có một chút gì đó gọi là tốt đẹp. Điều này thể hiện là một trong những sức mạnh của Usagi, nhưng cũng là một nhược điểm lớn. Cô không muốn giết những người vô tội, ngay cả khi họ đã trở thành quái vật, mà chỉ muốn đem họ trở lại như trước đây.
Trong suốt series, Usagi đã trưởng thành hơn rất nhiều. Tuy rằng cô vẫn có một số hành động trẻ con và dại dột. Cô có sở thích là ăn (đặc biệt là bánh kem) và ngủ. Usagi cũng rất thích đọc truyện tranh, mua sắm và chơi Video Games. Trong live action, Usagi cũng rất thích hát Karaoke, một thú vui tiêu khiển của thanh thiếu niên thời đó. Cô có xu hướng buộc người khác phải thích điều mình thích và đặc biệt cố gắng để Rei - một người rất ghét karaoke thích nó. Vào lúc bắt đầu anime 90s phần 5 - Sailor Moon Stars, Usagi nói rằng cô muốn tham gia một câu lạc bộ vẽ manga.
Usagi vụng về, lười biếng và dễ khóc. Nếu để Usagi tự do và làm theo cách của mình, cô ấy sẽ ăn đồ ăn vặt, đọc truyện tranh và ngủ, bỏ qua mọi trách nhiệm mà cô ấy có - cho dù đó là bài tập về nhà của cô ấy hay cứu thế giới. Là nữ hoàng tương lai của Vương quốc Mặt Trăng và là một chiến binh chịu trách nhiệm loại bỏ quái vật ở Tokyo, Usagi chắc chắn không phải là lựa chọn đầu tiên của bất kỳ ai về một anh hùng.
Mặc dù vậy, khi lòng can đảm nổi lên Usagi có một số khoảnh khắc nổi bật. Khi những người vô tội gặp nguy hiểm, Usagi sẽ không bao giờ ngần ngại giúp đỡ họ. Trong quá khứ, Usagi thậm chí đã hy sinh rất nhiều để giúp đỡ người khác. Usagi có thể gây rối và chắc chắn cô ấy sẽ cần ai đó giúp cô ấy một tay, nhưng Usagi sẽ luôn cố gắng hết sức để hoàn thành công việc.
Trong khi manga và Sailor Moon Crystal chỉ ra cho người xem thấy được sự trưởng thành thực sự của Usagi thì anime cũ lại vô cùng thiếu sót ở điểm này. Usagi là một thiếu nữ bốc đồng và nhạy cảm, hay ganh tị và dễ nổi nóng. Xuyên suốt anime, cô không có chút nào người lớn hơn cả. Usagi là một cô gái yếu đuối, hay khóc nhè và dễ đầu hàng. Cô cư xử quá trẻ con, thậm chí tranh cãi với Chibiusa. Nhưng Usagi lại được tác giả trao cho quá nhiều quyền năng, sức mạnh và nhiệm vụ chỉ huy nhóm chiến binh. Thật khó có thể tưởng tượng một người như vậy lại có thể trở thành người đứng đầu Vương quốc Mặt Trăng sau này. Sự thật, tính cách của Usagi chỉ có một chút trẻ con, cô nàng không hề ngốc đâu nha!

Usagi ban đầu chính là một đứa trẻ mít ướt chính hiệu nhưng từ khi cô thức tỉnh sức mạnh của mình, cô đã trở nên mạnh mẽ hơn bao giờ hết. Cô luôn đặt lợi ích chung lên trên lợi ích cá nhân. Trong cuộc sống thường ngày, có thể Usagi sẽ nổi cơn ghen tị nhưng cô nàng tuyệt đối không phải kiểu bánh bèo ích kỷ. Usagi không thông minh nhưng cô đủ sáng suốt để biết cô cần làm gì để hạ gục kẻ thù, cho dù cô có phải bỏ lỡ bài kiểm tra toán đi chăng nữa.

Mèo Luna - cộng sự của Usagi

### Gia đình
Usagi sống với gia đình cô ở Azuban - Juuban ở Tokyo. Nếu tính theo giá cả nhà cửa hiện giờ, một căn biệt thự như thế phải có giá khoảng hơn 400 triệu Yên (tương đương 93 tỷ đồng). Chính tác giả của bộ truyện là Naoko Takeuchi cũng từng tiết lộ các nhân vật trong Thủy thủ Mặt Trăng đều là con nhà giàu.
Mẹ cô - Ikuko là một bà nội trợ, có quan hệ tốt với con gái mình. Tuy vậy, bà khá là nghiêm khắc trong việc học tập của Usagi, thường thất vọng về kết quả học tập của cô. Cha cô - Kenji, là một biên tập viên tạp chí. Ông coi Usagi vẫn chỉ là một cô bé và vô cùng hốt hoảng khi biết Usagi đang hẹn hò. Usagi là Senshi duy nhất có anh chị em. Cô và em trai mình - Shingo thường có một mối quan hệ "em trai, chị gái" điển hình: Chăm sóc nhau, nhưng vẫn có sự cạnh tranh với nhau. Shingo thường hùa theo với Chibiusa trong lúc "lý luận" với Usagi.
Chibiusa là con gái của Usagi và Mamoru trong tương lai. Ở tương lai, Chibiusa vô cùng kính trọng và yêu mến mẹ mình. Nhưng ở thế kỷ 20, họ thường hay cãi nhau và có mối quan hệ giống chị em hơn là mẹ con. Usagi cũng đã gặp người mẹ trong quá khứ của mình - Queen Serenity, hoặc là linh hồn của bà ấy. Queen Serenity vô cùng yêu thương và quan tâm tới con gái của mình. Tình mẹ con giữa hai người không thể hiện mãnh liệt cho lắm. Chủ yếu là trong tiềm thức của Usagi (trong anime) hoặc Moon Palace Computer (trong manga).
Ngoài ra, trong phần ngoại truyện Parallel Sailor Moon, Usagi và Mamoru còn có một đứa con thứ hai tên là Kousagi Tsukino.

### Các mối quan hệ
Usagi có mối quan hệ tình cảm sâu đậm với Tuxedo Mặt nạ Mamoru Chiba, sau này là chồng của cô, mặc dù trước khi hẹn hò, họ rất hay cãi nhau. Họ trở thành cha và mẹ tương lai của Chibiusa, trong vai trò là Neo Queen Serenity và King Endymion.
Vào những tập đầu của Series, Usagi có cảm tình với anh chàng Motoki Furuhata. Trong phần Sailor Moon S, Usagi cũng bị "hút hồn" bởi Haruka, trước khi biết giới tính thật của cô ấy. Mặc dù điều này thể hiện rõ hơn trong manga. Kou Seiya là có tình cảm với Usagi, thậm chí trở thành "Vệ sĩ" cho cô nguyên một ngày trong anime. Tuy vậy, Usagi lại không hề biết gì về tình cảm của Seiya.

### Nhạc kịch
Trong nhạc kịch Sailor Moon, cô được đóng bởi Anza Ooyama, Fumina Hara, Miyuki Kanbe, Marina Kuroki và Satomi Ookubo.

## Biệt hiệu

### Sailor Moon
Sailor Moon là hình dạng thứ hai của Usagi sau khi biến hình. Cô có 1 vương miện trước trán, có thể biến hình thành boomerang nhưng ở phần StarS (Sailor Eternal) thì chiếc boomerang biến mất và thay vào đó là dấu ấn hình mặt trăng.

### Princess Sailor Moon

Usagi trong hình dạng Princess Sailor Moon (hình ảnh trong Sailor Moon phiên bản live action)

Princess Sailor Moon là một hình dạng khác của Usagi/Sailor Moon và chỉ có trong live-action. Người kiểm soát hình dạng này là Princess Serenity chứ không phải Usagi. Princess Sailor Moon được miêu tả như một con người lạnh lùng và đầy thù hận.
Không có nhiều giải thích nhiều gì về nhân vật Princess Sailor Moon này trong phim, người ta chỉ hiểu đơn giản là cô chỉ quan tâm hoàn toàn đến việc "cướp lại " Endymion, không quan tâm ai sống, ai chết hoặc những thứ gì bị phá hủy trong việc này. Không giống như trong Anime, Princess Serenity là người sử dụng Silver Crystal vào cuối cuộc chiến tranh giữa Silver Millennium (Vương quốc Thiên Niên Kỉ Bạc) và Dark Kingdom (Vương quốc Bóng Tối). Còn ở trong live-action, Princess Sailor Moon lại có khả năng phá huỷ thế giới vì nỗi đau về cái chết của Endymion.
Ở hiện tại, khi Princess trong Usagi được thức tỉnh, Princess Serenity đã sớm nắm quyền kiểm soát cơ thể Usagi. Khi Usagi buồn và cô đơn thì Princess Serenity sẽ dần nắm được quyền kiểm soát cơ thể, tâm trí cô và thay đổi ngoại hình, trở thành Princess Sailor Moon. Princess Sailor Moon mạnh mẽ hơn Sailor Moon. Cô vô cùng tàn nhẫn trong sứ mệnh "cướp lại" Endymion và không kiềm chế việc sử dụng sức mạnh để đạt được mục tiêu của mình. Cô thậm chí còn làm cho các Sailor Senshi khác và Naru bị thương (trong live-action, Naru biết được Usagi là Sailor Moon). Cô sẵn sàng hủy diệt thế giới một lần nữa chỉ để sống với Endymion ở kiếp sau. Đây thực sự là một cuộc chiến giữa các Senshi và Usagi, mong cô không sử dụng đến "biện pháp Hủy diệt thế giới" này.
Princess Sailor Moon nắm giữ một thanh kiếm có sức mạnh vô cùng lớn có thể tạo ra các vụ nổ cũng như đỡ các cuộc tấn công từ Queen Beryl và những Youma khác. Thanh kiếm cũng có thể biết thành một cây đàn hạc. Giai điệu của cây đàn này có thể chữa lành vết thương, bệnh. Cô cũng có thể kiểm soát được việc sử dụng Silver Crystal của Usagi. Princess Sailor Moon được cho là cũng có siêu năng lực. Trong tập cuối của live-action, cô đã nâng một tảng đá và ném vào Queen Beryl.

### Princess Serenity
Trong mọi phiên bản của bộ truyện, mọi người lúc nào cũng sốc khi phát hiện ra Sailor Moon chính là Princess Serenity. Bởi công bằng mà nói, Usagi quá trái ngược với những gì mọi người nghĩ về một cô công chúa. Cô bé lộn xộn, lười biếng, nhõng nhẽo, và không có vẻ gì giống một người xứng đáng với ngai vị đứng đầu toàn vương quốc. Vậy nên, sự nhầm lẫn này ít nhất cũng có thể hiểu. Khi còn ở Thiên Niên Kỷ Bạc, Công chúa Serenity sống ở Vương quốc Mặt Trăng cùng Nữ hoàng. Cô trở thành một biểu tượng của vẻ đẹp thanh lịch, thoát tục như một nữ thiên thần với mái tóc rất dài. Cô là kiếp trước của nhân vật chính Usagi Tsukino hay còn gọi là Thủy thủ Mặt Trăng. Serenity đã đem lòng yêu hoàng tử của Trái đất Endymion nhưng đó là một câu chuyện tình có kết cục buồn. Khi Endymion hy sinh, Công chúa cũng tự sát với hy vọng sẽ tìm thấy hạnh phúc ở kiếp sau.

### Neo Queen Serenity
Vào năm 22 tuổi, cô sinh ra Chibi-usa và đăng quang, trở thành nữ hoàng. Lúc này, trông cô khá giống với Queen Serenity. Queen Serenity là Nữ Hoàng của Thiên Niên Kỷ Bạc và là mẹ của Công Chúa Serenity. Bà cũng chính là chủ nhân của Silver Crystal (Pha Lê Bạc). Người phụ nữ xinh đẹp này có một tấm lòng nhân từ, trí thông minh tuyệt vời và luôn yêu thương tất cả mọi người. Bà sẵn dàng hy sinh mạng sống để con gái mình và những chiến binh khác được tái sinh trên Trái Đất. Họ sẽ có một cuộc sống mới bình thường và hạnh phúc. Sailor Moon sở hữu nhan sắc kiều diễm rung động lòng người khiến ai cũng khó có thể rời mắt.

## Những phụ kiện của Thủy thủ Mặt Trăng

### Trâm cài biến thân

Trâm cài biến thân của Usagi (hình ảnh trong Anime 90's)

Trâm cài biến thân (The Transformation Brooch) là vật dụng biến hình đầu tiên của Usagi. Luna đã đưa nó cho cô ngay từ đầu series dùng để biến thân thành nữ chiến binh Sailor Moon bằng cách hô to câu lệnh “Moon Prism Power, Make Up!”.
Usagi đeo cái trâm này ngay ngực, trước cái nơ của bộ đồng phục học sinh. Nhờ đó cô luôn sẵn sàng hóa thân trong bất kì tình huống nào. Đây cũng là điểm chung của những loại trâm cài sau này của cô.
Trong cả phiên bản Manga và Anime thì các trâm cài này đều bị vỡ và không thể sử dụng được nữa. Nhưng sau đó nó được nâng cấp thành Crystal Star sau khi phần trâm còn sót lại hợp cùng Pha Lê Ảo Ảnh. Tuy nhiên, vẫn có sự khác nhau cho sự biển đổi này.
Ở Manga, Trâm Cài bị vỡ ở Act 14 khi Sailor Moon sử dụng sức mạnh của Pha Lê Ảo Ảnh trong trận chiến chiến cuối cùng để tiêu diệt Queen Metalia, sức công phá quá lớn đến độ chiếc trâm bị vỡ vụn. May mắn thay, Usagi đã dùng sức mạnh của viên Pha Lê để bay đến Moon Kingdom, tại đây Queen Serenity đã tạo ra Crystal Star để cô có thể biến thành Sailor Moon một lần nữa.
Còn trong Anime, Trâm Cài được nâng cấp ở Ep. 51 sau khi nó bị phá vỡ bởi Reci, một Cardian. Sailor Moon và các Inner Senshi dường như bất lực trước Reci khi suýt chết khi bị nó hút cạn năng lượng. Usagi và Luna bị hút vào vùng năng lượng của Reci và linh hồn của Queen Serenity đã xuất hiện và cứu họ. Một cuộc đối thoại ngắn giữa công chúa và nữ hoàng diễn ra tại Moon Kingdom và Trâm Cài đã được nâng cấp thành Crystal Star khi sáp nhập cùng Pha Lê Ảo Ảnh.
- Chú thích thêm:

- Mặc dù các thiết kế khác nhau giữa 2 phiên bản Manga và Anime nhưng cả hai đều có những viên đá quý với màu sắc đại diện cho các Inner Senshi. Viên đá lớn mà hồng ở tâm đại diện cho Sailor Moon, trên cùng là màu đỏ của Mars, màu lục bên trái là Jupiter, cam bên phải của Venus và phía dưới là màu xanh của Mercury.
- The Transformation Brooch là trâm cài duy nhất của Usagi mà không có gắn Pha Lê Ảo Ảnh. Nó không là mặt dây chuyền và cũng không thể mở ra được. Không giống các trâm cài biến hình khác, Usagi không cần cầm và chạm vào nó khi biến thân, chỉ cần hô to khẩu lệnh là được.
- Trâm cài biến hình không có một cái tên cụ thể như các trâm cài sau này của Sailor Moon (chẳng hạn như Crystal Star, Cosmic Heart,…) Ngoài ra, cụm từ “Transformation Brooch” được dùng nhiều để chỉ chung các trâm cài của Sailor Moon và ChibiMoon.
- Tất cả các trâm cài đều được nâng cấp từ cái trước nó, điều đó có nghĩa, The Transfomation Brooch luôn được dùng đến.

### Mặt nạ Mặt trăng

Thủy thủ Mặt Trăng khi đeo mặt nạ (hình ảnh từ Manga)

Được gọi đơn giản là Mặt nạ hoặc Kính là mặt nạ mà Thủy thủ Mặt Trăng đeo trong các chương đầu của truyện. Lần đầu tiên cô đeo mặt nạ này khi cô biến hình trong Act 1 - Usagi, Thủy thủ Mặt Trăng.
Cô đã sử dụng chúng một lần trong Act 1 để thấy Naru gặp nguy hiểm. Sau đó, bất cứ khi nào biến hình, cô đều ném mặt nạ ra trước khi chiến đấu, cho đến Act 8 mặt nạ (ngoài một lần sử dụng một chút trong Act 15) không còn xuất hiện trong phần còn lại của loạt phim.
- Chú thích thêm:

- Sau khi biến hình, Thủy thủ Mặt trăng thường sẽ tháo mặt nạ.
- Trong quyển Artbooks, hình dáng mặt nạ rất mỏng.
- Mặt nạ khá giống hình đôi cánh.

### Bút ngụy trang

Bút ngụy trang của Usagi (hình ảnh trong Sailor Moon Crystal)

Bút ngụy trang (còn được gọi là “Luna Pen”) được Luna trao cho Usagi nhằm giúp cô có khả năng cải trang thành những thân phận khác nhau để thực hiện nhiệm vụ dễ dàng hơn. Mặc dù được Luna nhiều lần nhắc nhở, Usagi thỉnh thoảng vẫn sử dụng cây bút này vào những công việc cá nhân. Để biến thân, Usagi hô khẩu lệnh: " Năng lượng Mặt Trăng! Hãy biến ta thành… (thân phận ngụy trang, ví dụ: y tá, bác sĩ, công chúa,…).
Bút ngụy trang không chỉ làm thay đổi ngoại hình, nó còn trang bị kiến thức và kĩ năng của thân phận ngụy trang cho Usagi. Ví dụ trong tập 42 (Anime 90's), khi Usagi ngụy trang thành một thủy thủ (một thủy thủ bình thường nhé), cô cũng biết cách vận hành một chiếc Ca nô cao tốc.
Bút ngụy trang thường xuất hiện trong những phần đầu tiên trong Sailor Moon Crystal lẫn Anime 90's. Đến sau phần Infinity, chúng ta không thấy Usagi sử dụng bút ngụy trang thêm một lần nào nữa. Có thể hiểu rằng, lúc này Usagi đã là một chiến binh dày dạn kinh nghiệm, cộng với việc có nhiều đồng đội ở bên mình nên việc sử dụng Bút ngụy trang có vẻ không cần thiết.
- Ghi chú khác:

- Trong tập 52, Luna nói rằng Usagi là người duy nhất có thể sử dụng Bút ngụy trang. Mặc dù vậy, trong tập 102, Minako đã sử dụng cây bút này để cải trang thành Thủy Thủ Mặt Trăng. Hoặc là Luna đã nói dối về việc này để tránh phát sinh rắc rối, hoặc Minako và Usagi có mối liên hệ đặc biệt và ngoại hình tương đồng (Minako là thủ lĩnh nhóm hộ vệ công chúa Serenity đồng thời từng thế thân công chúa trước khi Usagi thức tỉnh) nên Minako có thể sử dụng cây bút này.
- Trong Manga Codename: Sailor V, hộp phấn của Minako cũng có khả năng giúp cô cải trang thành những thân phận khác nhau. Không giống như Usagi, Minako sử dụng hộp phấn này rất thường xuyên, kể cả sau khi cô gia nhập nhóm chiến binh thủy thủ.
- Trong Manga, Usagi nhận được Bút ngụy trang như một phần thưởng từ trò chơi điện tử Sailor V (rõ ràng Luna đã tác động bằng cách nào đó để Usagi và Ami có thể nhận được những cây bút biến thân thông qua trò chơi này). Usagi vẫn luôn nghĩ rằng đây chỉ là một cây bút xinh đẹp cho đến khi Luna tiết lộ cho cô biết đây là một cây bút có phép thuật. Trong Anime 90s, Luna đã đưa bút ngụy trang trực tiếp cho Usagi và chỉ cô cách sử dụng.
- Ngoài khả năng biến hóa chủ nhân, Bút Ngụy Trang còn có thể biến hóa thành vật dụng cần thiết. Trong Act 4 (Manga), nó đã biến thành một cây dù để Usagi và Mamoru có thể đáp xuống mặt đất an toàn sau khi cả hai cùng ngã nhào từ ban công.
- Trong Anime 90s, Bút ngụy trang chưa bao giờ được sử dụng như một cây bút bình thường, thậm chí chưa bao giờ được mở nắp. Mặc dù vậy, những phác thảo của series anime cho thấy nó có thể mở nắp và sử dụng như một cây bút mực.

### Vương miện Mặt Trăng

Thủy thủ Mặt Trăng tấn công bằng Vương miện (hình ảnh trong Anime 90s).

Tiara ティアラ (Vương Miện) là một phần trong bộ trang phục thủy thủ. Tuy nhiên chỉ có Sailor Moon và Sailor Jupiter là sử dụng nó để tấn công chứ không chỉ để trang trí.
Vương miện của Thủy thủ Mặt Trăng được sử dụng nhiều nhất. Trong Manga, Vương miện được sử dụng nó để thực hiện chiêu thức Moon Frisbee (trong bản xuất bản lại được đổi tên thành Moon Tiara Boomerang) và Moon Twilight Flash. Vương miện của Thủy thủ Mặt Trăng được nâng cấp 3 lần trong Dark Kingdom Arc của Manga, nhưng ở các Arc tiếp theo thì hình dạng của nó vẫn giữ nguyên như cũ.
Trong Anime 90s, Thủy thủ Mặt Trăng sử dụng chiếc Vương miện của cô như một vũ khí để triển khai các đòn tấn công là Moon Tiara Action và Moon Tiara Stardust. Cô lấy chiếc Vương miện và biến nó thành một chiếc đĩa ánh sáng. Sau đó, ném nó về phía mục tiêu, thường là các Youma. Trong hầu hết các trường hợp, Vương miện có khả năng tiêu diệt các Youma và biến chúng thành bụi. Ở tập 5, Thủy thủ Mặt Trăng còn sử dụng chiếc Vương miện để cứu các nạn nhân bị Iguara biến thành yêu quái trở lại thành người. Công dụng này không được sử dụng thêm một lần nào khác nữa vì sau này cô thường sử dụng Moon Stick hoặc Silver Crystal trong những lần thanh tẩy. Thỉnh thoảng, chiếc Vương miện còn có công năng như một chiếc còng tay khổng lồ dùng để khóa các con Youma.
Thủy thủ Mặt Trăng cũng có thể kiểm soát được chiếc Vương miện khi nó được ném đi. Như trong tập 23, khi Naru xông ra cản đòn tấn công để cứu Nephrite. Usagi đã bật khóc và cho dừng chiếc vương miện vì nếu không Naru sẽ bị giết. Còn trong tập 27, khi các chiến binh đang chống lại bọn họ, một trong những Youma vĩ đại, cô đã gắn chiếc Vương miện lên trán con youma để làm cạn sức mạnh của nó.
Ở Season R, khi các chiến binh gặp kẻ thù mới, Vương miện Mặt Trăng không còn đủ khả năng để tiêu diệt các Cardian. Từ thời điểm này trở đi, Sailor Moon chỉ dùng Vương miện như một chiếc boomerang để hỗ trợ cũng như đánh bật những thứ đang nằm trong tay đối thủ. Trong Sailor Moon Super The Movie, Super Sailor Moon đã dùng Vương miện để ném vào một con Bonbon Baby. Trong trường hợp này chiếc Vương miện có hình trăng lưỡi liềm và có vầng sáng màu trắng bao quanh thay vì là màu vàng như vẫn thường thấy. Còn ở hình thái Eternal Sailor Moon, cô không còn đeo Vương miện nữa.
- Chú thích thêm:

- Màu sắc của viên đá ở giữa mỗi chiếc Vương Miện là màu sắc đại diện cho mỗi chiến binh thủy thủ (ngoại trừ Sailor Moon).
- Sailor Moon là thủy thủ duy nhất mà Vương Miện thay đổi nhiều lần.
- Trong Manga, khi 9 chiến binh thủy thủ phát triển thành hình thức Eternal, những viên đá quý trong vương miện của họ đã trở thành ngôi sao, ngoại trừ Sailor Chibi Moon thì viên đá đã trở thành hình mặt trăng lưỡi liềm, và Eternal Sailor Moon thì không có vương miện mà chỉ có hình mặt trăng lưỡi liềm ở trên trán.

### Gậy Thần Mặt Trăng

Gậy Thần Mặt Trăng của Usagi (hình ảnh trong Sailor Moon Crystal).

Moon Stick - Gậy Mặt Trăng, còn được gọi là Moon Wand, là quyền trượng đầu tiên của Sailor Moon. Nó từng được sở hữu bởi người mẹ trong quá khứ của Usagi là Nữ hoàng Serenity. Sau này Moon Stick được thay thế bởi Cutie Moon Rod (Quyền Trượng Mặt Trăng), The Spiral Heart Moon Rod (Trượng Mặt Trăng Trái Tim Xoắn Ốc), The Kaleidomoon Scope (Kính Vạn Hoa Mặt Trăng) và The Eternal Tiare (Quyền Trượng Vĩnh Cửu).
Trong cả Manga và Anime 90s, Moon Stick xuất hiện lần đầu tiên sau sự xuất hiện của Thủy thủ Sao Mộc. Trước đây, Nữ hoàng Serenity đã dùng nó để phong ấn Dark Kingdom trước khi giao phó nó cho Luna. Luna sau đó đã chuyển lại cho Sailor Moon. Cây gậy là biểu tượng của sự lãnh đạo đối với các chiến binh thủy thủ khác. Sử dụng Moon Stick, Thủy thủ Mặt Trăng có thể thực hiện chiêu thức Moon Healing Escalation, đòn tấn công có thể chữa lành, hồi phục những người đã bị tẩy não, hay những người bị biến thành Youma bởi Dark Kingdom.
Sau khi Pha Lê Bạc xuất hiện, nó có thể được sử dụng kết hợp với Moon Stick, giúp tăng cường sức mạnh của Moon Stick. Ngoài ra, trong Anime, Moon Stick còn được sử dụng để phát hiện các tinh thể Pha Lê Cầu Vồng; bất cứ khi nào nó cảm nhận được một tinh thể Pha Lê Cầu Vồng, viên ngọc nhỏ nằm trên thân của Moon Stick sẽ bắt đầu nhấp nháy.
Trong Manga và Anime Sailor Moon Crystal, Moon Stick được sử dụng trong trận chiến cuối cùng chống lại Nữ hoàng Metalia. Usagi sau đó sử dụng chúng để hồi sinh mọi người trên Trái Đất. Sau này, nó biến mất và không bao giờ được nhìn thấy hoặc được đề cập tới một lần nào nữa. Tương tự như vậy, trong Anime, Thủy thủ Mặt Trăng (trong hình dạng của Công chúa Serenity) sử dụng Moon Stick để đánh bại Super Beryl (sự hợp nhất của Nữ hoàng Metalia và Beryl). Tuy nhiên, cây gậy đã bị mất trong trận chiến và không bao giờ xuất hiện một lần nữa, ngay cả sau khi Thủy thủ Mặt Trăng cố gắng gọi nó trong tập đầu của Sailor Moon R.
- Chú thích thêm:

- Moon Stick là quyền trượng của Sailor Moon có hơn một chủ sở hữu. Nữ hoàng Serenity là người đầu tiên nắm giữ, sau đó là Sailor Moon. Ngoài ra, có thông tin cho rằng nó từng thuộc về các thành viên khác của Vương Quốc Mặt Trăng trong quá khứ và truyền từ đời này sang đời khác. Còn ở tương lai, trong phần Sailor Moon R, Chibi Usa chỉ tạm thời mượn Cutie Moon Rod của Neo-Queen Serenity (Usagi trong tương lai) và sau đó sử dụng cây trượng của riêng mình.
- Trong bản dịch Anime tiếng Tây Ban Nha, Moon Stick được gọi là ” Los Cuernos de la Luna”, có nghĩa là “The Horns of the Moon”, một thuật ngữ thường được sử dụng trong văn học để mô tả một nữ thần của mặt trăng.
- Trong Manga và Anime Sailor Moon Crystal, hình lưỡi liềm của Moon Stick được làm từ pha lê. Còn trong Anime 90s hình lưỡi liềm được làm bằng vàng.
- Trong Anime, Moon Stick là cây trượng duy nhất Usagi có thể sử dụng khi không biến thân. Usagi sẽ sử dụng nó để phát hiện những tinh thể Pha Lê Cầu Vồng.
- Moon Stick được làm từ một chất liệu kim cương giống đại loại là không thể bị phá hủy. Trong tập 43 của Anime 90s, một Youma tấn công nó với thanh kiếm của mình. Trong khi cây kiếm bị phá vỡ, thì Moon Stick vẫn hoàn toàn không hề hấn gì.
- Moon Stick không xuất hiện trực tiếp trong series Live Action. Một cây trượng gần giống  gọi là Moonlight Stick xuất hiện thay thế. Tuy nhiên, chức năng của nó có hơi khác nhau.
- Nữ hoàng Serenity nói rằng Moon Stick có thể được sử dụng bởi hậu duệ của Vương Quốc Mặt Trăng.

## Trang phục

### Anime 90's
Chiếc vòng cổ màu đỏ của cô có đính hình mặt trăng lưỡi liềm, ngoài ra ở đôi bốt của cô cũng có đính mặt trăng lưỡi liềm. Ở giữa nơ, cô có một chiếc trâm cài áo (được thay đổi qua các phần). Màu chủ đạo của cô là màu xanh nước biển (váy và cổ áo). Màu nhấn trong bộ trang phục của cô là màu đỏ (kẹp tóc odango, vòng cổ, sọc găng tay, bốt, nơ). Bốt của cô cao đến đầu gối và có viền màu trắng, hình chữ V lật ngược. Đá đính trên vương miện cô có màu đỏ, cổ áo có hai sọc trắng. Khuyên tai của cô có hình mặt trăng lưỡi liềm, được treo lủng lẳng. Cô đeo hai chiếc kẹp tóc trên búi màu đỏ, có viền trắng. Sang đến Sailor Moon S, thì đá đính trên vương miện đã được thay bằng hình trăng lưỡi liềm. Hình đính trên vòng cổ là hình trái tim.
Super Sailor Moon (Nửa sau phần Sailor Moon S, toàn bộ phần Sailor Moon SuperS): Trong nửa sau của phần Sailor Moon S và toàn bộ phần Sailor Moon SuperS, bộ đồng phục của cô đã gần như đã thay đổi hoàn toàn. Trên đầu cô có thêm kẹp tóc đính lông vũ. Khuyên tai không còn hình mặt trăng lưỡi liềm treo "lủng lẳng" nữa mà chỉ còn đơn thuần là hình mặt trăng lưỡi liềm. Vòng cổ của cô có màu vàng với trái tim màu đỏ. Sọc trên cổ áo cô trở thành màu vàng. Miếng đệm trên áo trở nên trong suốt và có hình cánh. Nơ ở eo có màu trắng, dài. Đầu váy được trang trí bằng một chiếc thắt lưng màu vàng, ở giữa có một hình trái tim, giống với hình chiếc trâm cài. Sự thay đổi rõ ràng nhất là ở váy của Sailor Moon. Nó có màu trắng với một đường viền màu vàng và một đường viền màu xanh ở dưới.
Sailor Moon Eternal (Phần Sailor Moon Sailor Stars): Đến phần Sailor Moon Sailor Stars, dường như không còn chút gì "sót lại" từ bộ đồng phục gốc. Vương miện đã biến mất, thay vào đó là hình mặt trăng lưỡi liềm. Vòng cổ của cô lại có màu đó, nó đính trái tim với mặt trăng ở phía dưới. Khuyên tai của có có hình mặt trăng đính ngôi sao ở phía dưới. Cổ áo đổi thành màu xanh đậm với ba sọc vàng nổi bật. Miếng đệm vai của cô phồng lớn, có màu hồng, có đính hai sọc màu đỏ. Găng tay dài đến tận cánh tay, có ba sọc màu đỏ và đính thêm lông vũ, ở cổ tay có thêm một chiếc vòng màu đỏ, hình chữ V, có đính hình mặt trăng lưỡi liềm. Trước ngực cô không còn có chiếc nơ nữa. Chỉ còn trâm cài màu vàng đính trên đôi cánh. Thắt lưng của cô là một dải ruy băng màu đỏ, đính lưỡi liềm. Eo cô không còn nơ, thay vào đó là một sợi ruy băng dài - nối liền với sợi ruy băng ở thắt lưng. Váy của cô có ba lớp, lần lượt là vàng - đỏ và xanh dương. Bốt của cô có màu trắng, viền chữ V màu đỏ, đính mặt trăng lưỡi liềm. Trên lưng cô đính một chiếc cánh lớn. Một số khác biệt khác là ở vòng "bảo vệ ngực" ở dưới nơ dưới và chiếc đai thắt lưng màu trắng trên váy chim.

### Manga, Sailor Moon Crystal and Sailor Moon Eternal
Trang phục của cô chủ yếu là giống với phiên bản Anime, mặc dù có một vài điểm khác biệt. Trâm cài áo của cô khác hơn trong Anime. Cô đã có kẹp tóc đính lông vũ ngay từ lúc đầu. Vương miện được thiết kế phức tạp hơn. Khuyên tai của cô là hình ngôi sao năm cánh với mặt trăng ở phía dưới. Cổ áo của cô có ba sọc màu trắng thay vì hai. Trong lần xuất hiện đầu tiên, cô mang một chiếc mặt nạ trắng, có khả năng nhìn thấy người đang gặp nguy hiểm. Nhưng cô chỉ cần ném nó ra sau khi biến hình. Nhưng chỉ một vài act sau đó, nó đã biến mất.
Super Sailor Moon: Cổ áo của cô có màu xanh ở phía trước và màu vàng ở phía sau. Đến khu vực vai, hai màu này hoà lẫn vào nhau. Ở dưới váy, thay vì hai sọc màu, thì các màu như đang hoà quyện vào nhau, tạo ra một quá trình chuyển đổi tinh tế từ màu vàng sang màu xanh.
Eternal Sailor Moon: Chiếc bốt của cô có viền hình chữ V màu đỏ, đính mặt trăng lưỡi liềm. Trâm cài áo của cô có hình trái tim màu vàng, có hình mặt trăng bên dưới. Vòng cổ của Sailor Moon cũng đính một hình trái tim màu hồng,ở dưới có đính hình mặt trăng lưỡi liềm. Trong manga, Sailor Moon cũng đeo vòng tay, nhưng nó thường không xuất hiện trong một số hình minh hoạ.

### Live action
Bộ đồng phục thủy thủ của cô khá giống với manga, ngoại trừ một số phần có màu đỏ (Nơ, bốt, kẹp tóc odango, sọc găng tay, vòng cổ) được thay bằng màu hồng đậm. Kẹp tóc lông vũ cũng đã có ngay từ đầu.

### Princess Sailor Moon
Bộ trang phục của cô có khá nhiều thay đổi so với bình thường. Tất cả được trang trí với ren, ngọc trai. Nơ ở chiếc ngực của cô có màu hồng, gài một chiếc trâm hình trái tim lớn ở giữa. Váy của cô vẫn có màu xanh dương nhưng được lót ren ở dưới. Ở chiếc gài tóc hai bên búi của cô có đính thêm ngọc trai viền xung quanh, trên đầu là một chiếc vương miện giống Neo Queen Serenity trong manga. Cô đi một đôi bốt màu trắng với đường viền hình chữ V lật ngược màu đỏ. Cô cũng đeo một chiếc nhẫn bên bàn tay trái.
Bộ trang phục này rất có thể được thiết kế bởi Naoko Takeuchi, khi cô phát hành những bản vẽ của mình, trong bìa truyện (ở bìa sau của cuốn Sailor Moon Short Stories Vol.1) hoặc những tờ rơi cho vở nhạc kịch Sailor Moon (Sailor Moon Musical).

### Nhạc kịch
Trong nhạc kịch, Sailor Moon mặc ba phiên bản khác nhau của bộ đồng phục thủy thủ: Bộ đầu tiên ứng với hình thức xuất hiện ban đầu của cô. Bộ thứ hai ứng với Super Sailor Moon. Bộ thứ ba ứng với Eternal Sailor Moon. Trong nhiều vở nhạc kịch, cô sẽ biến thành phiên bản đầu tiên, sau đó là phiên bản thứ hai và phiên bản thứ ba ở cuối. Trái ngược với Anime và Manga: Khi đã được nâng lên một cấp mới, thì bộ đồng phục cũ của cô sẽ không còn xuất hiện trở lại.
Sailor Moon: Trong tất cả các phiên bản của trang phục này, nơ của Sailor Moon, váy dưới, sọc găng tay, vòng cổ và bốt là một màu hồng đậm trong khi cổ áo và váy trên có màu xanh. Lúc đầu, tay áo cô có màu hồng, nhưng các phiên bản sau, nó có màu xanh. Phiên bản đầu tiên của trâm cài áo của cô là một ngôi sao vàng đính đá màu hồng. Còn một phiên bản nữa là trâm cài áo có hình trái tim - tương tự Cosmic Heart Compact. Nhưng hầu hết chúng đều có thiết kế tương tự với phiên bản trâm đầu tiên. Ở vòng cổ của cô có đính mắt trăng lưỡi liềm. Ở đỉnh đôi bốt cũng có đính mặt trăng lưỡi liềm. Hoa tai hình mặt trăng lưỡi liềm màu vàng. Đôi khi tóc cô có kẹp tóc lông vũ. Kẹp tóc odango có màu đỏ lấp lánh. Trong phiên bản gốc, sọc trang trí trên cổ áo có màu vàng, nhưng các phiên bản sau, màu vàng đã được thay bằng màu hồng.
Super Sailor Moon: Phiên bản trang phục này gần giống như trong manga và anime. Nơ trước ngực, sọc găng tay và bốt có màu hồng, cổ áo là màu xanh, nhưng tay áo và nơ sau có màu bạc. Trong một vở nhạc kịch, váy của cô đã có ba lớp. Trên cùng là bạc, giữa là vàng và dưới cùng là màu xanh. Nhưng về sau, nó chỉ còn có hai lớp: Lớp màu bạc và lớp dưới cùng màu xanh. Cô đeo chiếc kẹp tóc lông vũ màu bạc. Trâm ở nơ trước ngực của cô có hình trái tim, màu vàng. Không như trong manga và anime, khi lên cấp Super, thay vì đính hình mặt trăng lưỡi liềm thì trong Musical, vương miện của Sailor Moon vẫn đính đá màu đỏ.Trong phiên bản gốc của trang phục, những đường trang trí trên váy, nơ, tay áo và những điểm chính trên bộ đồ là màu bạc, nhưng các đường trang trí, sọc cổ áo trên trang phục ở các phiên bản sau đã được thay thành màu vàng.
Eternal Sailor Moon: Phiên bản của trang phục này gần giống trong anime và manga. Tay áo, sọc găng tay và vòng tay có màu hồng. Lông vũ đính ở sọc găng tay có màu vàng. Vòng cổ của cô có màu hồng, cạnh vàng. Ở giữa có một trái tim vàng, thay vì hình trăng lưỡi liềm. Đôi cánh ở trước ngực cô có màu bạc. Ở trung tâm là một chiếc trâm hình trái tim màu hồng, đính hai chiếc cánh bạc ở hai bên, tương tự như thiết kế của Crisis Moon Compact. Ở đai váy của cô có hai sợi dây ruy băng: Một vàng và một hồng, đính ở giữa là mặt trăng lưỡi liềm. Váy của cô có ba lớp lần lượt là: Vàng - hồng - xanh dương. Bốt của cô có màu trắng, viền màu đỏ. Hoa tai của cô là hình mặt trăng lưỡi liềm có đính ngôi sao. Mới đầu trên trán cô có hình mặt trăng lưỡi liềm. Nhưng trong phiên bản mới của trang phục, trán cô vẫn có vương miện bình thường. Cô có đeo một đôi cánh lông vũ màu trắng.

### Princess Serenity
Cô mặc váy đầm trắng viền ren và ngọc trai,sau lưng có hai dải lụa bay phấp phới, ống tay áo phồng. Cô có ký hiệu mặt trăng trước trán.

## Chiêu thức và Sức mạnh

### Quyền năng biến thân

###### ✬ MOON POWER!!(sức mạnh mặt trăng)
- [Manga: Act.2・90's Anime: Ep.3・Live Action: Act.1・Crystal: Act.2]

- Đây là khẩu lệnh giúp Usagi kêu gọi được năng lượng đến từ Disguise Pen để cải trang thành bất cứ ai mà cô muốn. Được Usagi sử dụng trong Manga, 90's Anime, Live-action, và Crystal.
- Ở bản live-action, chức năng của cây bút được thay thế bởi chiếc điện thoại cầm tay Teletia S, nên khẩu lệnh này không được sử dụng.

###### ✬ MOON PRISM POWER! MAKE UP!!(sức mạnh lăng kính mặt trăng, biến thân?)
- [Manga: Act.1・90's Anime: Ep.1・Live Action: Act.1・Crystal: Act.1]

- Đây là khẩu lệnh đầu tiên giúp Usagi triệu hồi được quyền năng biến hình đến từ Transformation Brooch để hóa thân thành Sailor Moon. Được Usagi sử dụng trong Manga, 90's Anime, Live-action, Crystal, và nhiều vở diễn Sera Myu.
- Ở bản live-action, thay vào đó cô ấy sử dụng Heart Moon Brooch để biến thân.

###### ✬ MOON CRYSTALPOWER! MAKE UP!!(sức mạnh pha lê mặt trăng, biến thân?)
- [Manga: Act.14・90's Anime: Ep.51・Crystal: Act.14]

- Đây là khẩu lệnh thứ 2 giúp Usagi triệu hồi được quyền năng biến hình đến từ viên Silver Crystal nằm bên trong Crystal Star Compact để hóa thân thành Sailor Moon. Được Usagi sử dụng trong Manga, 90's Anime, Crystal, và nhiều vở diễn Sera Myu.

###### ✬ MOON COSMICPOWER! MAKE UP!!(sức mạnh vũ trụ mặt trăng, biến thân?)
- [Manga: Act.27・90's Anime: Ep.91・Crystal: Act.27, Part 1]

- Đây là khẩu lệnh thứ 3 giúp Usagi triệu hồi được quyền năng biến hình đến từ viên Silver Crystal nằm bên trong Cosmic Heart Compact để hóa thân thành Sailor Moon. Được Usagi sử dụng trong Manga, 90's Anime, Crystal, và nhiều vở diễn Sera Myu.

###### ✬ CRISIS! MAKE UP!!(siêu nhiên, biến thân?)
- [Manga: Act.33・90's Anime: Ep.111・Crystal: Act.33]

- Đây là khẩu lệnh giúp Sailor Moon triệu hồi được quyền năng biến hình đến từ Holy Grail để tiến hóa lên hình thái Super Sailor Moon. Được Usagi sử dụng trong Manga, 90's Anime, Crystal, và nhiều vở diễn Sera Myu.
- Ở Manga và Crystal, quyền năng của lần biến hình này đến từ sức mạnh của tinh thần đoàn kết đến từ các đồng minh của cô. Còn ở bản 90's Anime, thì đến từ sự cộng hưởng của ba vũ khí Talisman của ba Chiến Binh thuộc Vòng Ngoài Hệ Mặt Trời. Trong bản Crystal, cô đã hô "Moon Crisis! Make Up!!" thay vì khẩu lệnh này.

###### ✬ MOON CRISIS! MAKE UP!!(mặt trăng siêu nhiên, biến thân?)
- [Manga: Act.39・90's Anime: Ep.130・Eternal: Movie Part 1]

- Đây là khẩu lệnh giúp Usagi cùng với Chibiusa triệu hồi được quyền năng biến hình từ viên Silver Crystal nằm bên trong Crisis Moon Compact và Chibi Moon Compact để lần lượt hóa thân thành hình thái Super Sailor Moon và Super Sailor Chibi Moon. Được Usagi và Chibiusa sử dụng trong Manga, 90's Anime, Crystal, và nhiều vở diễn Sera Myu.

###### ✬ MOON ETERNAL! MAKE UP!!(mặt trăng vĩnh cửu, biến thân?)
- [Manga: Act.50・90's Anime: Ep.168]

- Đây là khẩu lệnh giúp Usagi triệu hồi được quyền năng biến hình đến từ Holy Moon Cálice hoặc viên Silver Crystal nằm bên trong Eternal Moon Article để hóa thân thành hình thái Eternal Sailor Moon. Usagi đã sử dụng nó trong Manga, 90's Anime, và nhiều vở diễn Sera Myu.
- Ở bản 90’s Anime, thay vào đó Usagi chỉ sử dụng viên Silver Crystal nằm bên trong Eternal Moon Article để biến hình thay vì Holy Moon Cálice.

###### ✬ SILVER MOON CRYSTALPOWER! MAKE UP!!(sức mạnh pha lê mặt trăng bạc, biến thân?)
- [Manga: Chibiusa's Picture Diary #4・Cosmos: Movie Part 1]

- Đây là khẩu lệnh giúp Usagi triệu hồi được quyền năng biến hình đến từ Holy Moon Cálice hoặc viên Silver Crystal nằm bên trong Eternal Moon Article để hóa thân thành hình thái Eternal Sailor Moon. Usagi đã sử dụng nó trong Manga, Cosmos, và nhiều vở diễn Sera Myu.

### Chiêu thức
- Super Sonicwaves (Sóng siêu âm) - Khi Sailor Moon bắt đầu khóc, hai chiếc kẹp tóc ở hai búi tóc tròn của cô sẽ phát ra sóng siêu âm, làm thương kẻ thù.
- Moon Tiara Action (Vương Miện Mặt Trăng hành động) - Sailor Moon ném vương miện của mình. Nó trở thành một chiếc đĩa, quay nhanh đến phía kẻ thù và làm thương chúng. Chiêu này có thể diệt những kẻ thù cấp thấp. Trong Sailor Moon Crystal, chiêu này mang tên Moon Tiara Boomerang.
- Moon Tiara Stardust (Vầng hào quang mờ ảo của Vương Miện Mặt Trăng) - Sailor Moon ném vương miện của cô. Vương miện mặt trăng sẽ quay quanh đầu những người bị tẩy não, giải thoát họ khỏi sự kiểm soát của kẻ thù. Sử dụng duy nhất một lần trong tập 5.
- Sailor Moon Kick (Cú đá của Thủy Thủ Mặt Trăng) - Sailor Moon đá đối thủ của mình, làm chúng bị thương. Đây cũng là một đòn tấn công đặc biệt của cô.
- Moon Healing Escalation (Quyền trượng Mặt trăng, vần hào quang Mặt trăng ) - Sailor Moon dùng Moon Stick để làm cho kẻ thù của mình trở lại thành người bình thường.
- Moon Princess Halation (Hào quang Công chúa Mặt Trăng) - Sailor Moon sử dụng Moon Cutie Rod để tấn công. Nó sẽ chiếu ra một lưỡi liềm tiêu diệt các yêu quái mùa 2
- Sailor Body Kick (Đòn thủy thủ tấn công) - Sailor Moon dùng cơ thể của mình đập vào đối phương.
- Moon Sprial Heart Attack (Xoáy ốc trái tim Mặt Trăng tấn công) - Sailor Moon dùng Sprial Heart Moon Rod để tấn công. Chiêu thức này, Sailor Moon sẽ hoá quyền trượng, xoay vòng rồi dừng lại, một dòng xoắn ốc sẽ phát ra, Daimon sẽ bị tiêu diệt sau khi dòng xoắn ốc biến thành một trái tim khổng lồ ập vào.
- Double Sailor Moon Kick (Cú đá đôi của Thủy Thủ Mặt Trăng) - Tương tự Sailor Moon Kick, nhưng được thực hiện với Sailor Chibi Moon.
- Rainbow Moon Heart Ache (Mặt Trăng bảy sắc cầu vồng) - Super Sailor Moon sử dụng Sprial Heart Moon Rod để tấn công. Đòn tấn công khá giống Trái tim xoắn ốc mặt trăng tấn công, nhưng thay vì ảo ảnh cung điện thì là ảo ảnh cốc thần, và sau dòng trái tim thoát ra quyền trượng, một cầu vồng sẽ đi ngang qua Daimon trước khi trái tim khổng lồ tiêu diệt nó. Đòn tấn công này còn được biến thể thành Rainbow Double Moon Heart Ache (trong Sailor Moon Crystal season3)
- Moon Gorgeous Meditation (Mặt trăng hoa lệ tung vỡ) - Super Sailor Moon sử dụng Kaleidomoon Scope để tấn công. Chiêu thức này là khi được nâng cấp quyền trượng mới, Pegasus và Chibi-Usa sẽ hỗ trợ cô, cô dùng quyền trượng bắn về phía đối thủ một đống kính vạn hoa và tiêu diệt chúng (các Lemures)!
- Starlight Honeymoon Therapy Kiss (Nụ hôn vầng tinh nguyệt dịu êm) - Eternal Sailor Moon sử dụng Eternal Tiare để giúp kẻ thù trở lại thành người bình thường.
- Silver Moon Crystal Power Kiss (Nụ hôn pha lê mặt trăng bạc) - Eternal Sailor Moon sử dụng Moon Power Tiare để giúp kẻ thù trở lại thành người bình thường.
- Silver Moon Crystal Power (Sức mạnh pha lê mặt trăng bạc) - Eternal Sailor Moon sử dụng Moon Power Tiare để tấn công Galaxia.

### Manga, Sailor Moon Crystal and Sailor Moon Eternal
- Quyền năng

- Moon Prism Power, Make Up (Năng lượng lăng kính Mặt Trăng, biến thân) - Usagi dùng trâm cài áo biến hình để trở thành Sailor Moon (Thủy Thủ Mặt Trăng).
- Moon Power, henshi... (Năng lượng Mặt Trăng, hãy biến ta thành...) - Usagi dùng một chiếc bút biến hình để biến thành bất cứ điều gì cô ấy muốn.
- Moon Crystal Power, Make Up (Năng lượng pha lê Mặt Trăng, biến thân) - Cô sử dụng Crystal Star Brooch để biến thành Sailor Moon.
- Moon Cosmic Power, Make Up (Năng lượng vũ trụ Mặt Trăng, biến thân) - Cô sử dụng Cosmic Heart Compact để biến thành Sailor Moon.
- Crisis, Make Up (Năng lượng vũ trụ tối cao, biến thân)- Cô sử dụng Chén Thánh để biến thành Super Sailor Moon.
- Moon Crisis, Make Up (Năng lượng Mặt Trăng tối cao, biến thân) - Cô sử dụng Crisis Moon Compact để biến thành Super Sailor Moon, cùng với Chibiusa - người trở thành Super Sailor Chibi Moon.
- Silver Moon Crystal Power, Make Up (Sức mạnh pha lê mặt trăng bạc, biến thân) - Cô sử dụng Holy Moon Cálice để biến thành Eternal Sailor Moon.
- Chiêu thức

- Super Sonicwaves (Sóng siêu âm) - Khi Sailor Moon bắt đầu khóc, hai chiếc kẹp tóc ở hai búi tóc tròn của cô sẽ phát ra sóng siêu âm, làm thương kẻ thù.
- Sailor Moon Kick (Cú đá của Thủy Thủ Mặt Trăng) - Sailor Moon đá đối thủ của mình, làm chúng bị thương.
- Moon Tiara Boomerang (Vương miện Mặt Trăng Boomerang) - Sailor Moon dùng vương miện của mình ném về phía đối thủ.
- Moon Twilight Flash - Sailor Moon sử dụng vương miện của mình để phản chiếu ánh trăng vào kẻ thù.
- Moon Healing Escalation (Hào quang Mặt Trăng hãy cứu rủi) - Sailor Moon dùng Gậy Thần Mặt Trăng để tấn công kẻ thù.
- Moon Princess Halation (Hào quang Công chúa Mặt Trăng) - Sailor Moon sử dụng Moon Cutie Rod để tấn công.
- Moon Sprial Heart Attack (Xoáy ốc trái tim Mặt Trăng, tấn công) - Sailor Moon dùng Sprial Heart Moon Rod để tấn công.
- Rainbow Moon Heart Ache (Mặt Trăng bảy sắc cầu vồng, tấn công) - Super Sailor Moon sử dụng Sprial Heart Moon Rod để tấn công.
- Moon Gorgeous Meditation (Mặt trăng hoa lệ tung vỡ) - Super Sailor Moon và Super Sailor Chibi Moon sử dụng Kaleidomoon Scope để tấn công.
- Starlight Honeymoon Therapy Kiss (Nụ hôn vầng tinh nguyệt dịu êm) - Eternal Sailor Moon sử dụng Eternal Tiare để tấn công kẻ thù.
- Silver Moon Crystal Power Kiss (Nụ hôn pha lê mặt trăng bạc) - Sailor Moon Eternal sử dụng Moon Power Tiare để tấn công kẻ thù.
- Silver Moon Crystal Power (Sức mạnh pha lê mặt trăng bạc) - Sailor Moon Eternal sử dụng Silver Moon Crystal để tấn công Chaos cùng với Sailor Crystals trong cuộc chiến cuối cùng và mạnh nhất.

### Live action
- Chiêu thức

- Moon Tiara Boomerang (Vương miện Mặt Trăng Boomerang) - Ứng dụng tương tự với Moon Tiara Action hoặc Moon Frisbee.
- Moon Healing Escalation (Hào quang Mặt Trăng hãy cứu rỗi) - Ứng dụng giống với Moon Healing Escalation trong manga và anime, nhưng ở đây, Sailor Moon sử dụng Moonlight Stick chứ không phải Moon Stick. (Moonlight Stick: Một vật dụng khá giống Moon Stick trong anime và manga, nhưng hình trăng lưỡi liềm trên chiếc gậy được làm bằng pha lê, và Silver Crystal không bao giờ được gắn trên chiếc gậy này.)
- Moon Twilight Flash - Ứng dụng giống với Moon Twilight Flash trong manga, chỉ khác là Sailor Moon sử dụng Moonlight Stick.

### Nhạc kịch
Các chiêu thức
- Moon Princess Halation - Sailor Moon sử dụng Moon Cutie Rod để tấn công hoặc "rửa sạch" tội lỗi trong người kẻ thù.
- Moon Sprial Heart Attack - Sailor Moon sử dụng Sprial Heart Moon Rod để tấn công.
- Moon Healing Escalation - Sailor Moon sử dụng Moon Stick hoặc Sprial Heart Moon Rod để "rửa sạch" tội lỗi trong người kẻ thù.
- Moon Gorgeous Meditation - Super Sailor Moon sử dung Kaleidomoon Scope để tấn công.
- Rainbow Moon Heart Ache - Super Sailor Moon sử dụng Sprial Heart Moon Rod để tấn công.
- Starlight Honeymoon Therapy Kiss - Eternal Sailor Moon sử dụng Eternal Tiare để tấn công.
- Double Starlight Honeymoon Therapy Kiss - Eternal Sailor Moon và Sailor Chibi Moon cùng tấn công.
- Double Silver Crystal Therapy Kiss - Eternal Sailor Moon và Sailor Chibi Moon cùng tấn công.
- Silver Crystal Eternal Power - Eternal Sailor Moon sử dụng sức mạnh của mình để tấn công.
- Double Moon Gorgeous Meditation - Eternal Sailor Moon và Sailor Chibi Moon cùng tấn công.

### Video games
Trong các Video Games, Sailor Moon thường sử dụng những quyền năng tiêu chuẩn của cô. Nhưng sau đây là các chiêu thức, quyền năng chỉ có trong Video Games.
- Moon Sparkling Sensation - Được sử dụng trong Sailor Moon Arcade Game.
- Moon Feather Kick - Được sử dụng trong Sailor Moon Arcade Game.
- Onegai! Ginzuishou! - Được sử dụng trong Sailor Moon SuperS - Various Emotion và Sailor Moon SuperS: Shin Shuyaku Soudatsusen.
- Sonic Cry - Được sử dụng trong Sailor Moon S: Jougai Rantou? Shuyaku Soudatsusen và Sailor Moon supers: Zenin Sanka! Shuyaku Soudatsusen.
- Rising Moon - Được sử dụng trong Sailor Moon R của Super Famicom.
- Moon Screw Punch - Được sử dụng trong Sailor Moon S của 3DO.

## Thông tin bên lề
- Kotono Mitsuishi - người lồng tiếng cho Usagi / Sailor Moon - đã bị ốm vào khoảng thời gian sản xuất tập 44 - 50. Vì thế, Kae Araki là người đảm nhận việc lồng tiếng cho Usagi trong khoảng thời gian này. Về sau, cô là người lồng tiếng cho Chibiusa.
- Trong anime, Usagi là người duy nhất của nhóm Inner Senshi không ở trong Fan Club của nhóm Starlights.
- Mamoru thường gọi Usagi bằng biệt danh" Usako "(うさ子; Con thỏ bé nhỏ)
- Tên đầy đủ của Usagi là một phép chơi chữ của cụm từ: " Tsuki no usagi" (月のうさぎ) ". Nó có nghĩa là " Con thỏ của mặt trăng "
- Thực chất, Usagi không thích cà rốt. Điều này đã được đề cập đến trong manga, anime và live-action.
- Trong Act Zero của live-action, trước khi phát hiện ra danh tính thật của mình, Usagi đã cosplay thành " Sailor Rabbit " để chiến đấu chống lại bọn trộm nữ trang.
- Trong các trailer ban đầu của Sailor Moon bản lồng tiếng Anh của DiC, Usagi được gọi là "Victoria". Trên trang web tiếng Anh của Kodansha, ban đầu cô được gọi là "Celeste".
- Trong Anime Sailor Moon, Sailor Moon là nhân vật duy nhất được lên cấp "Eternal".
- Arc cuối cùng của manga đã tiết lộ rằng mọi kẻ thù Sailor Moon phải đối mặt trong series đều là tay sai của Chaos. Trong anime, Chaos là hiện thân của cái ác lan rộng khắp vũ trụ chưa bao giờ bị tiêu diệt. Điều này có nghĩa là tất cả những nhân vật phản diện mà Sailor Moon đối đầu không thực sự có mối liên hệ với nhau mà chỉ đến vì Vương quốc Mặt Trăng. Nếu đúng như vậy, những kẻ đó ở đâu và làm gì trước khi có ý định tấn công Vương quốc? Có vẻ như bất kì người ngoài nào cũng là kẻ xấu thì phải.
- Kiểu tóc đặc trưng của Usagi là một "lá bùa may mắn" của tác giả. Khi đi học, Naoko Takeuchi thường buộc kiểu tóc này trước mỗi bài kiểm tra khó. Khi đang xây dựng hình tượng nhân vật, Takeuchi dự định cho tóc của nhân vật màu vàng khi là người thường và màu bạc sau khi biến hình, nhưng biên tập viên của cô đã nói với cô rằng tóc màu bạc quá thô khi vẽ. Tác giả chỉ dùng màu tóc khác nhau trong các bản vẽ sau này.
- Một số chi tiết cơ bản về tính cách của Usagi đã được lựa chọn biểu tượng, ví dụ như, cung hoàng đạo phương Tây của cô là Cự Giải, được bảo hộ bởi Mặt Trăng. Theo niềm tin của người Nhật Bản, nhóm máu của cô là O, biểu tượng cho tình bạn, sự lạc quan và sự thiếu cẩn thận.
- Trong tất cả các Sailor Senshi, tính cách của Usagi giống với tính cách của Takeuchi nhất vào thời gian tạo ra tác phẩm.
- Usagi là nhân vật duy nhất xuất hiện trong tất cả các tập của series.
- Tên thành viên trong gia đình của Usagi được lấy từ thành viên trong gia đình của tác giả, Naoko Takeuchi
- Trong manga, cô bị hôn bởi Mamoru Chiba, Prince Demande (bị cưỡng ép), Kou Seiya và Haruka Tenou (2 lần, bị cưỡng ép).
- Trong manga Usagi tát Demande ngay lập tức sau khi hắn hôn cô, trong anime cô còn khóc nhưng cô được bảo vệ bởi Tuxedo Mask trước khi Demade hôn cô.
- Tình cảm của Usagi dành cho Motoki trong manga không lớn bằng trong anime.
- Cô mơ ước trở thành cô dâu.
- Trong Ami's Exam Battle Story, Usagi hỏi "Ai thế?" khi Ami nhắc đến Albert Einstein.
- Tên của Usagi có lần bị La-tinh hóa là "Usagi Tukino"